# Mutoudenlampi
Mutoudenlampi är en sjö i kommunen Paldamo i landskapet Kajanaland i Finland. Sjön ligger 123,5 meter över havet. Arean är 54 hektar och strandlinjen är 3,25 kilometer lång. Sjön  ingår i Uleälvens huvudavrinningsområde.   Den ligger omkring 16 kilometer nordväst om Kajana och omkring 480 kilometer norr om Helsingfors. 